# Laténium

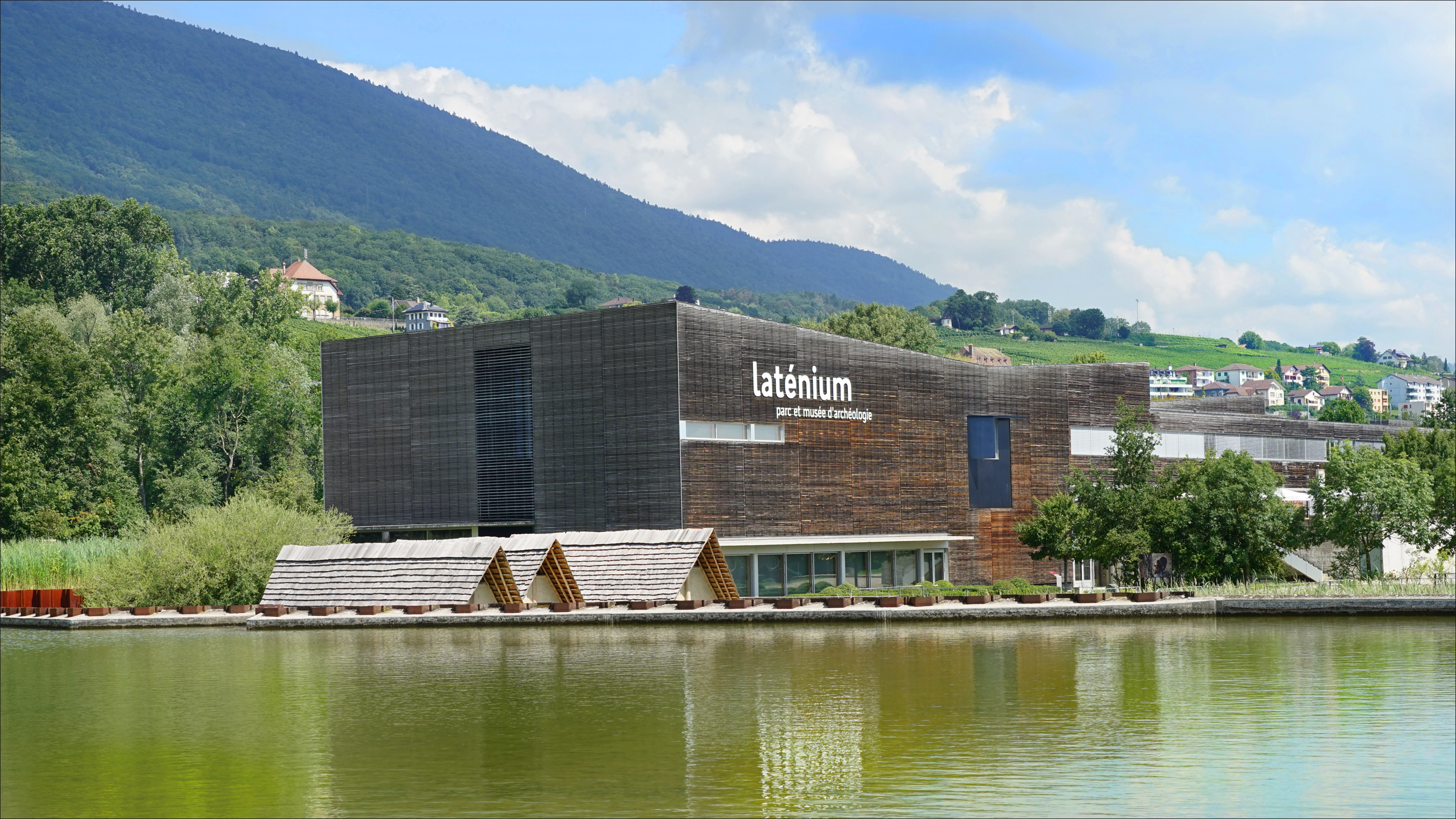
Laténium 2018

Das Laténium – Parc et Musée d’archéologie de Neuchâtel ist das kantonale archäologische Museum im Schweizer Kanton Neuenburg. Es ist nach der Fundstelle La Tène am Neuenburgersee benannt und liegt am Seeufer in Hauterive. Mit dem Museum verbunden ist die am 19. Mai 1994 gegründete Fondation La Tène.

## Geschichte
Das 2001 eröffnete Laténium ist von einem archäologischen Park umgeben. Die gesamte Fläche von 2,5 Hektar lag bis 1980 unter dem Seewasserspiegel und war als archäologische Fundstelle bekannt. Von 1984 bis 1986 wurde diese Stätte mit Hilfe eines Polders trockengelegt und vollständig ausgegraben. Die reiche Fundstelle «Champréveyres» brachte in mehreren Schichten Reste von Siedlungen aus der Spätbronzezeit und der Jungsteinzeit sowie eines Lagerplatzes frühsteinzeitlicher Jäger hervor. Zahlreiche archäologische Funde waren auch beim Bau der Autobahn A5 zu Tage getreten und bereits vorher bei der 2. Juragewässerkorrektion. Daher war das kantonale Museum in Neuenburg zu klein geworden, und ein Neubau wurde auf der vollständig erforschten Ausgrabungsstelle errichtet. Im selben Gebäude ist auch das Institut für Ur- und Frühgeschichte der Universität Neuchâtel untergebracht.

## Museumsdidaktik
In dem modernen Bau sind auf 2200 m² Fläche etwa 3000 Artefakte von der Steinzeit bis zum Mittelalter ausgestellt. Die Ausstellung ist didaktisch so konzipiert, dass man aus dem Heute immer weiter in die Vergangenheit geht. So stehen die Besucher am Beginn dem Menschen des 20. Jahrhunderts mit einem Schweizer Taschenmesser gegenüber und begegnen nach und nach dem Cro-Magnon-Menschen mit Flintklingen, dem Neandertaler und Homo erectus mit ihren Steinwerkzeugen bis zum Homo habilis mit einem Chopper. Es folgen die werkzeuglosen Australopithecus robustus und Australopithecus africanus. Anhand der Ausstellungsstücke aus den entsprechenden Epochen können Kulturtechniken und ihre Entwicklung zurückverfolgt werden. Das Museum bietet in Ergänzung  dazu wechselnde Sonderausstellungen, auch zur Zeitgeschichte.

## Archäologischer Park
Der Park um das Museum am See ist frei zugänglich und bietet zugleich Erholungsraum wie auch Rekonstruktionen von Siedlungsformen und Lebensräumen der Region aus den letzten 15'000 Jahren. Dazu gehören ausgewählte Pflanzen, eine bronzezeitliche Pfahlbausiedlung, eine keltische Brücke, ein Einbaum und ein gallo-römischer Lastkahn. Das Laténium organisiert im Park Demonstrationen alter Handwerkstechniken und führt Versuche der experimentellen Archäologie durch.

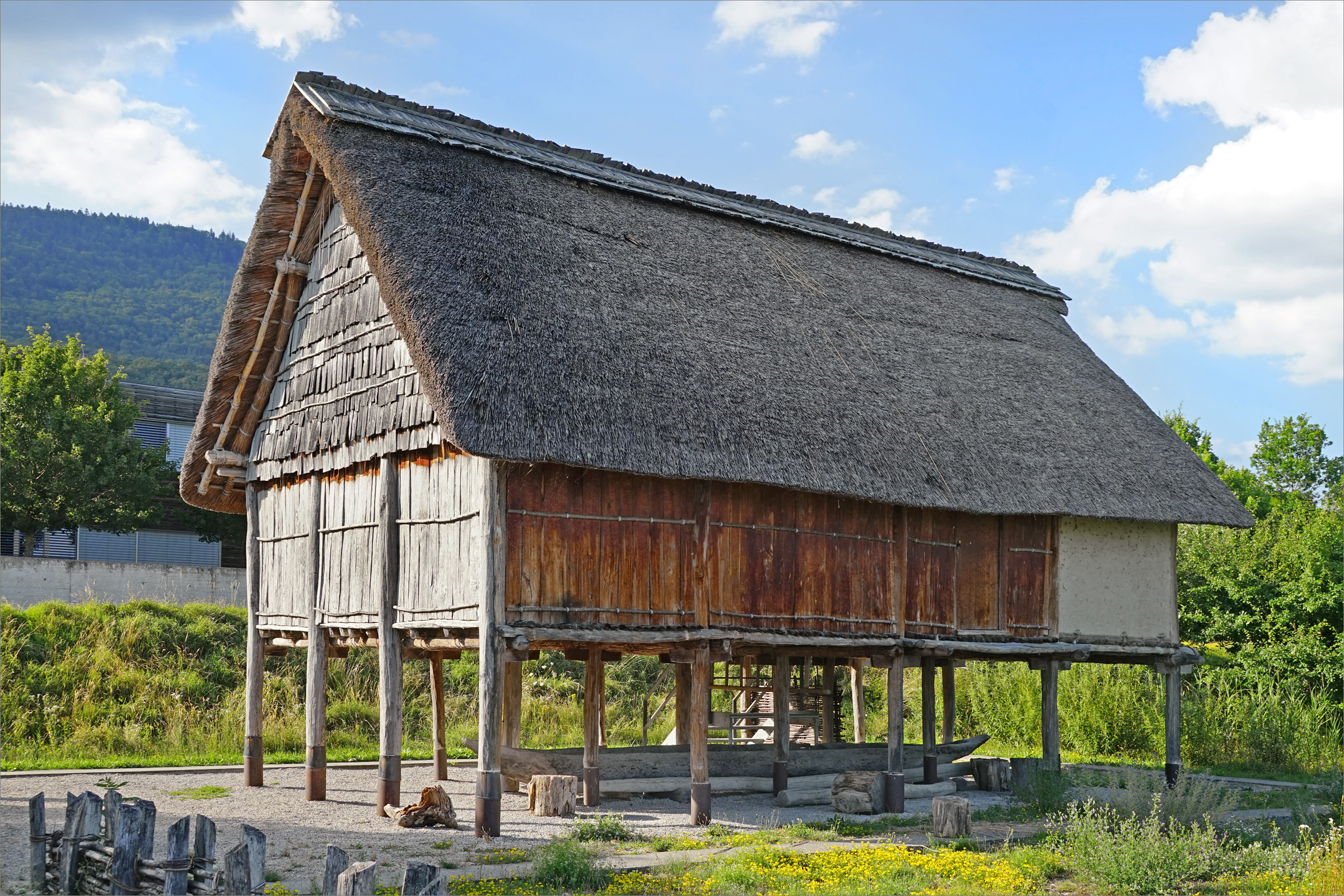
Nachbau eines bronzezeitlichen Hauses
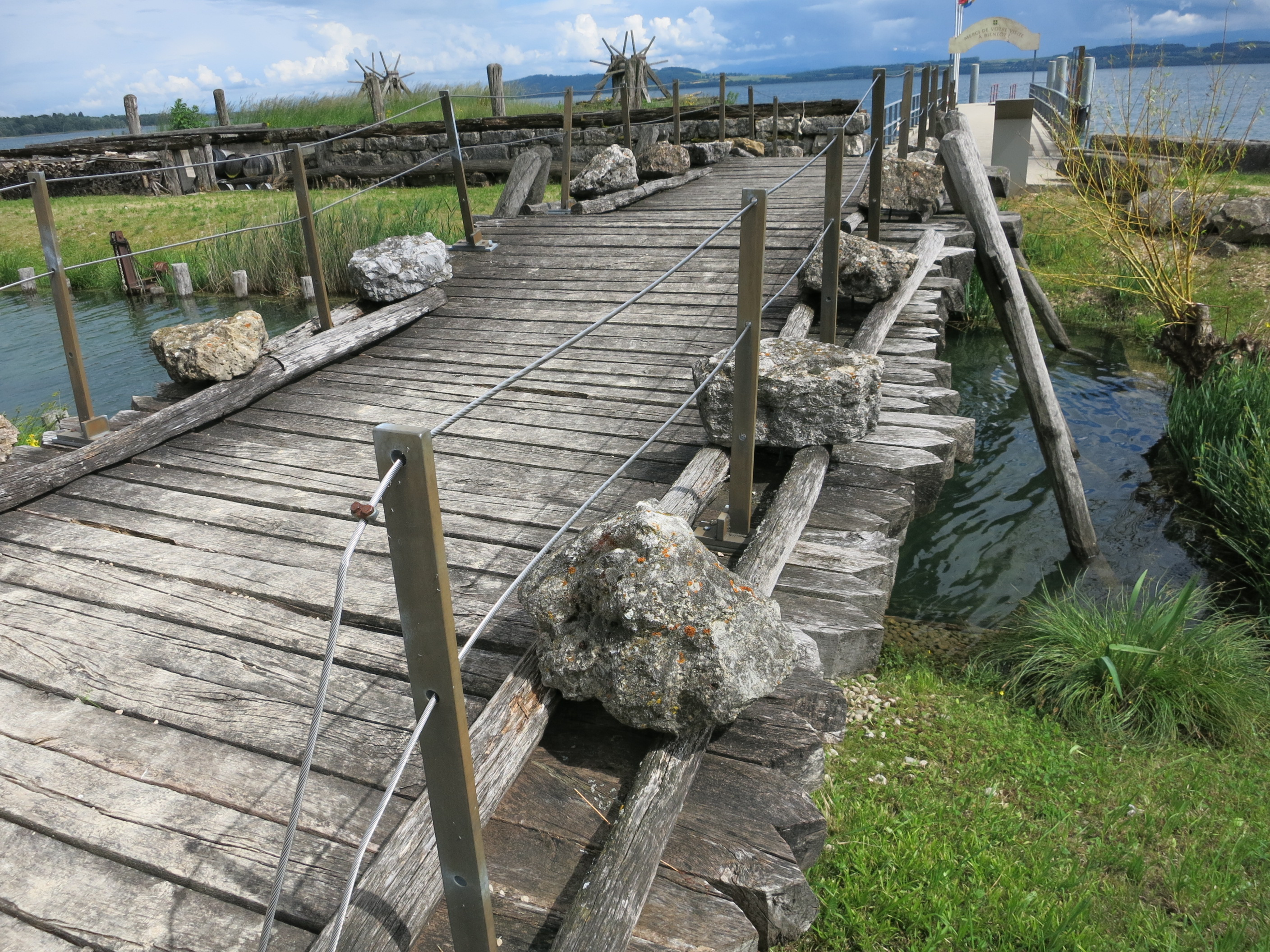
Nachbau einer keltischen Brücke
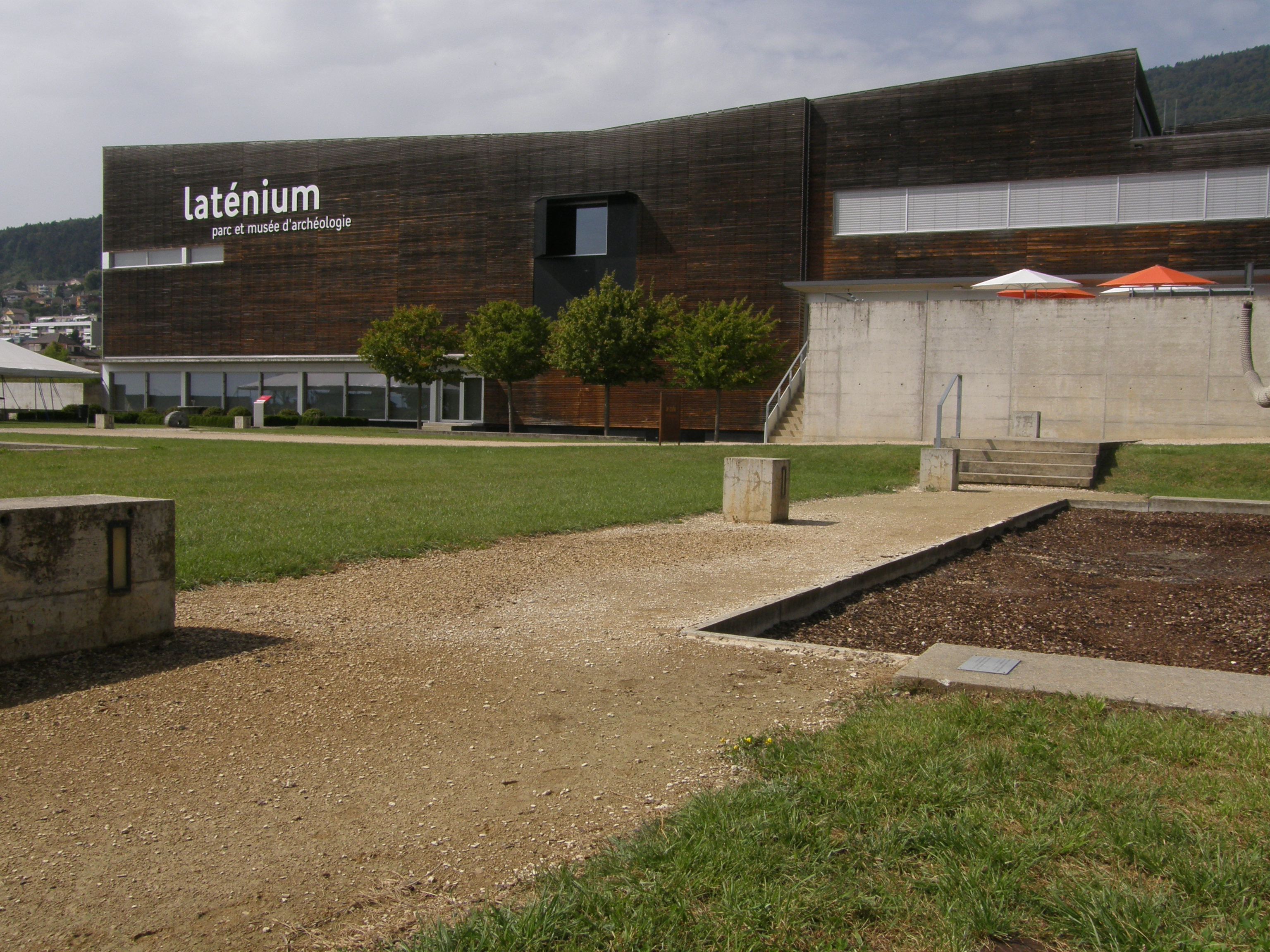
Seeseite
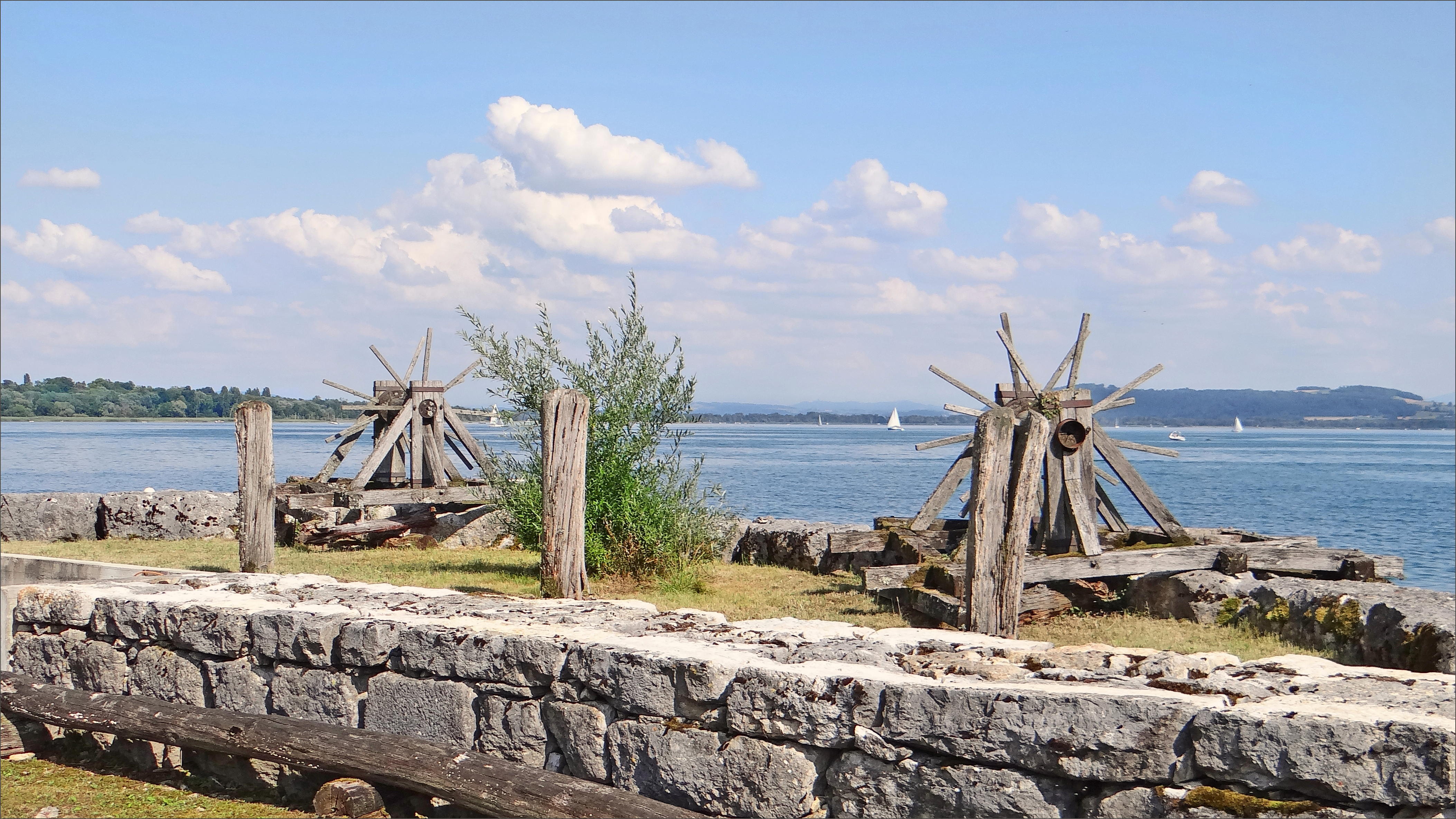
Schiffanlegestelle

## Sammlungen
Neben der Dauerausstellung beherbergt das Laténium umfangreiche Sammlungen mit fast 500'000 Artefakten in seinen Depots. Teile davon sind im besuchbaren Depot in verglasten Regalen untergebracht, damit Wissenschaftler und – an Tagen der offenen Tür – Besucher einen leichten Zugang haben. Der Schwerpunkt liegt auf der regionalen Archäologie mit Funden aus dem Kanton. Dazu kommen Schenkungen von Sammlern aus der Region, die mykenische Funde, Glas aus Palästina, Funde aus Griechenland, Italien und Russland einbrachten.
Für die Konservierung und Restaurierung von archäologischen Funden unterhält das Laténium ein eigenes Labor, das mit modernen Geräten für die Behandlung von organischen Materialien, Metallen, Keramik und Glas ausgestattet ist.

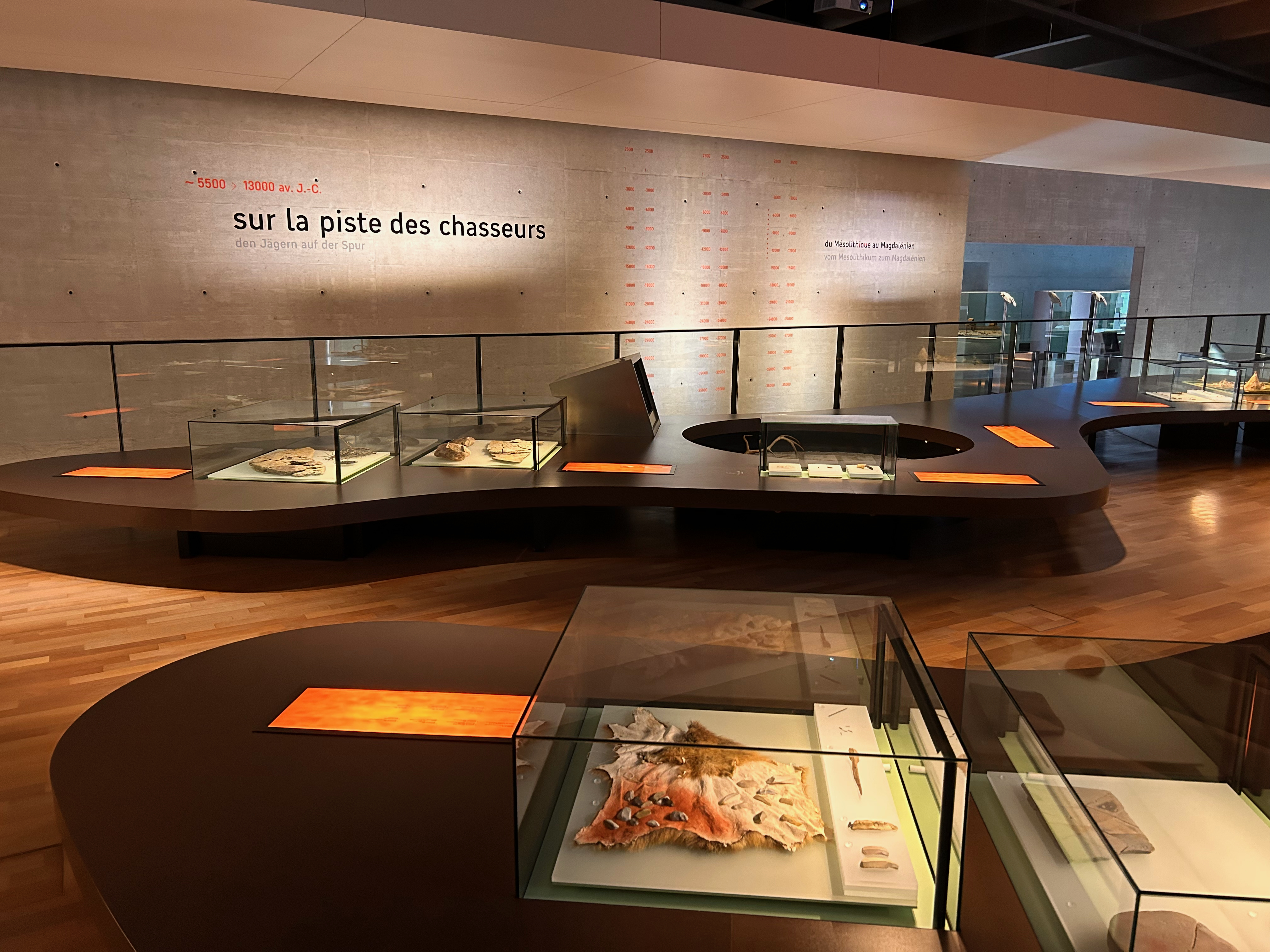
Abteilung «Jäger und Sammler»
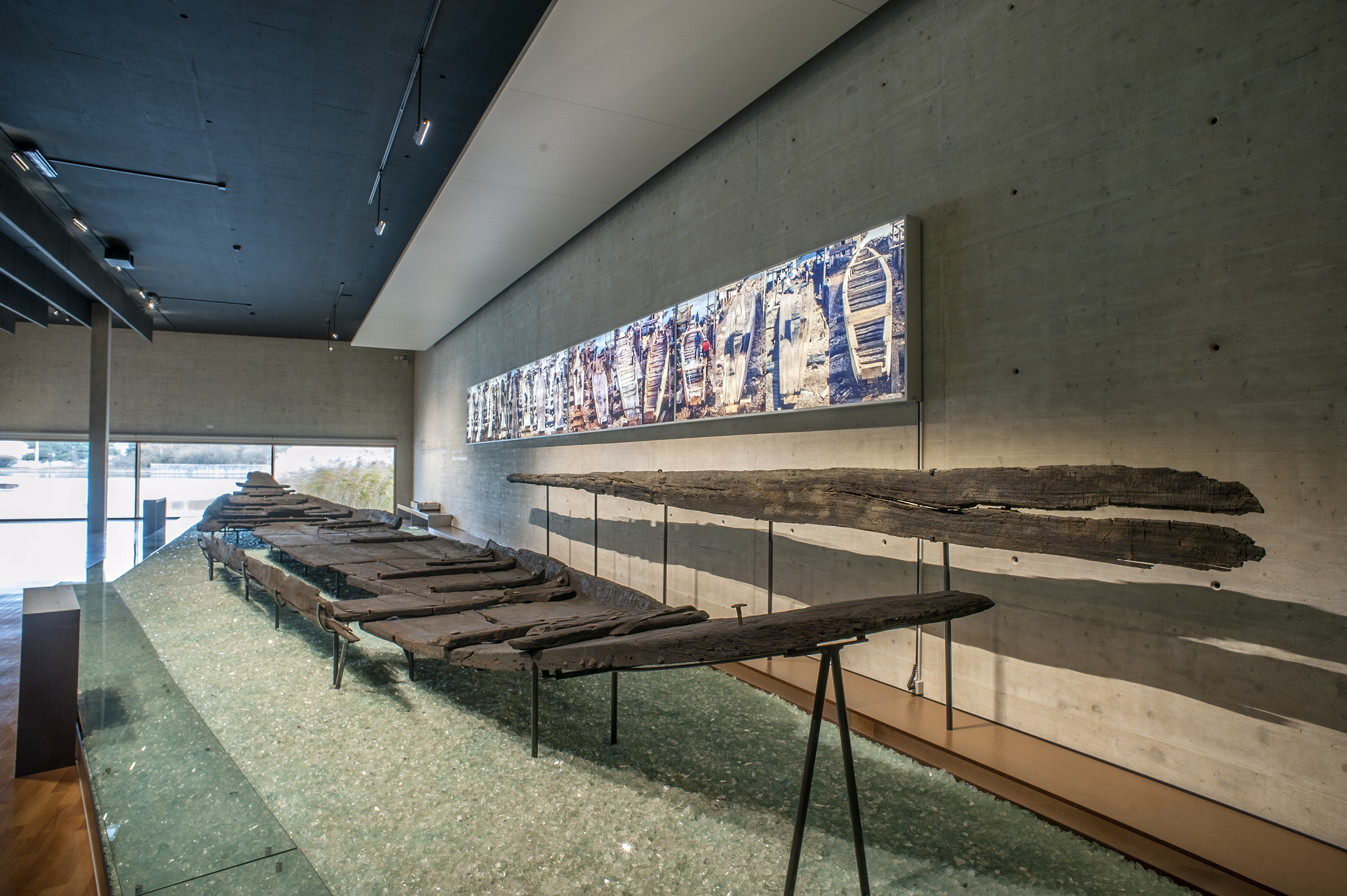
Römisches Boot
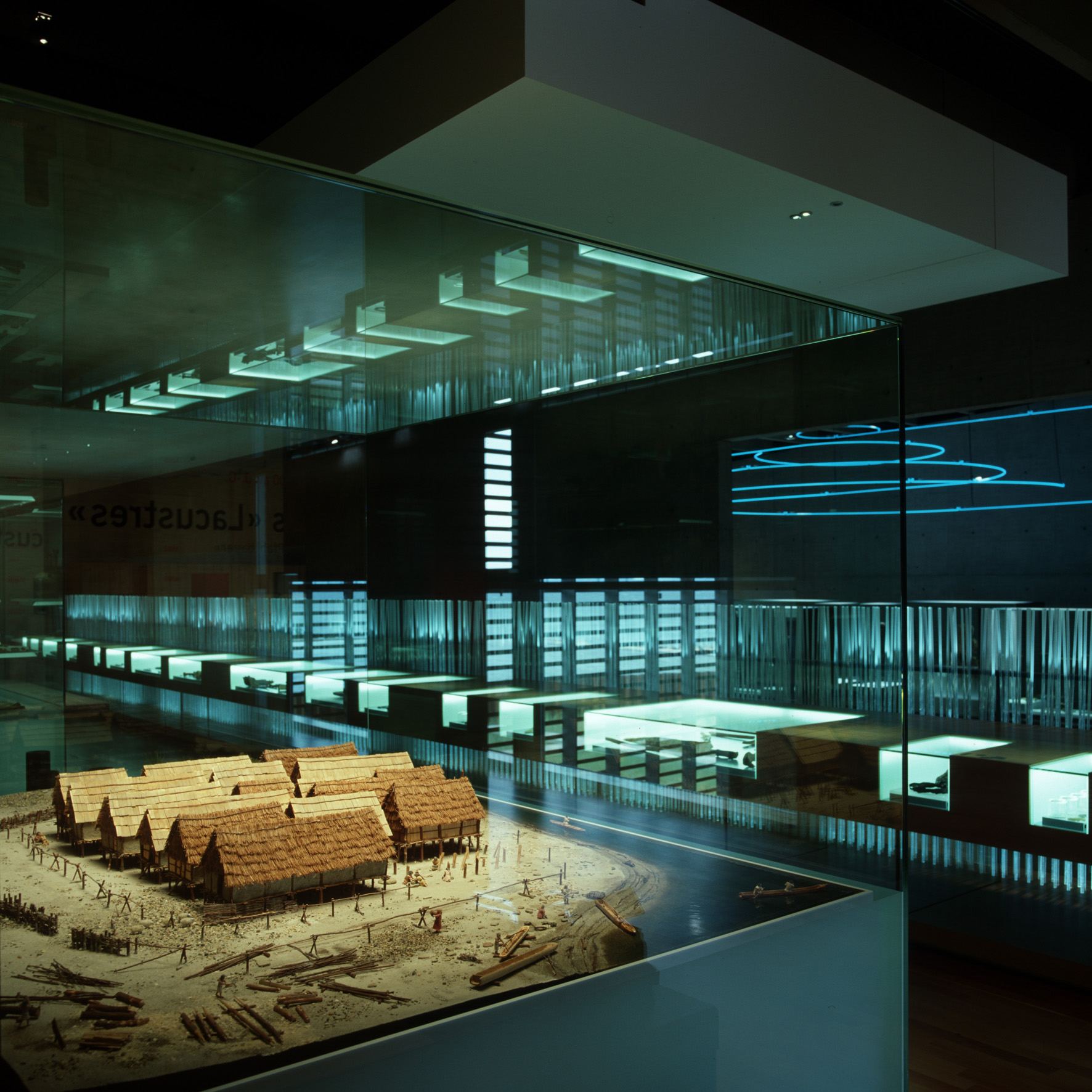
Nachbau des Dorfes von Cortaillod
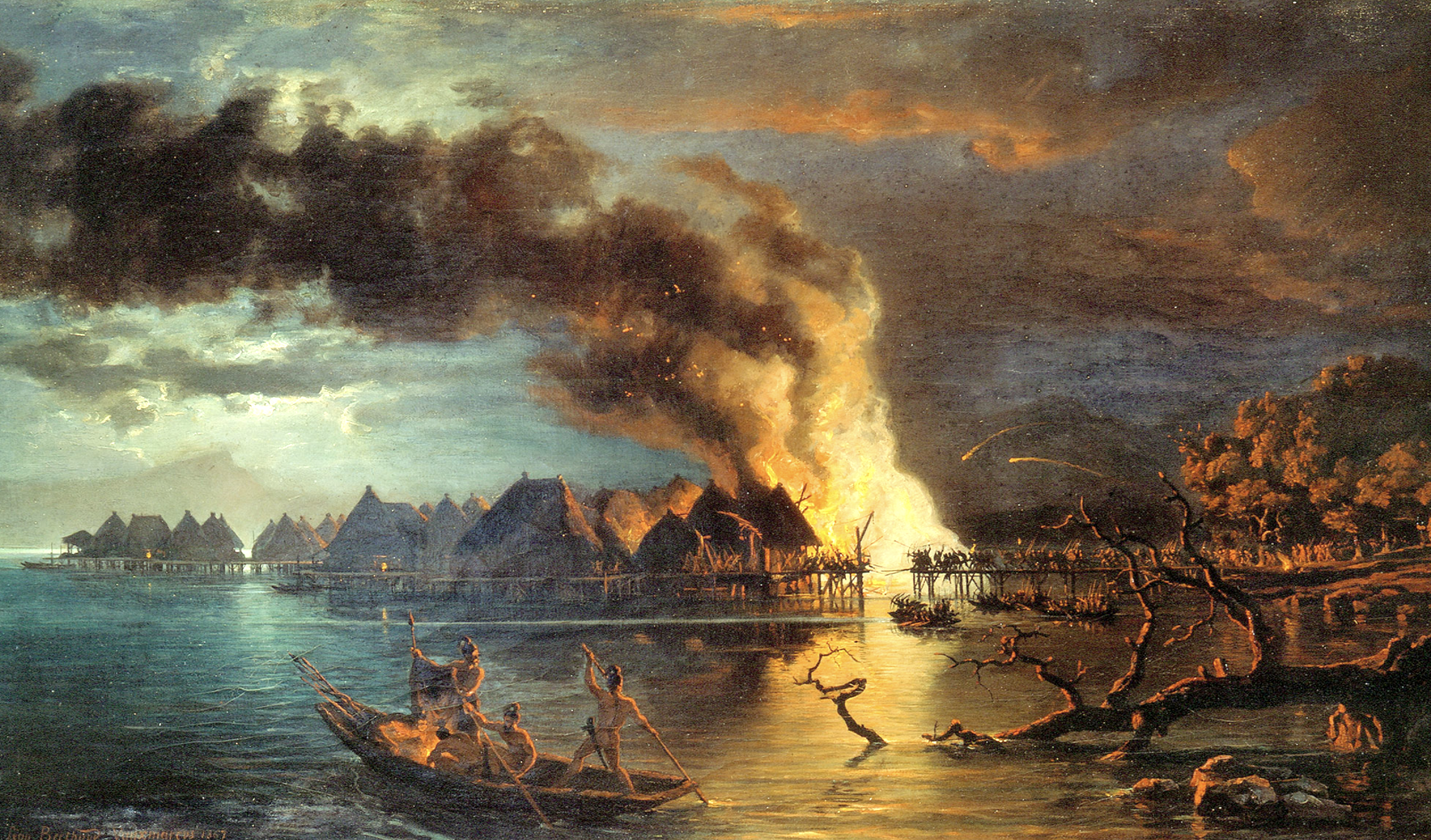
Léon Berthoud: «Brand in einem Pfahlbaudorf», 1867
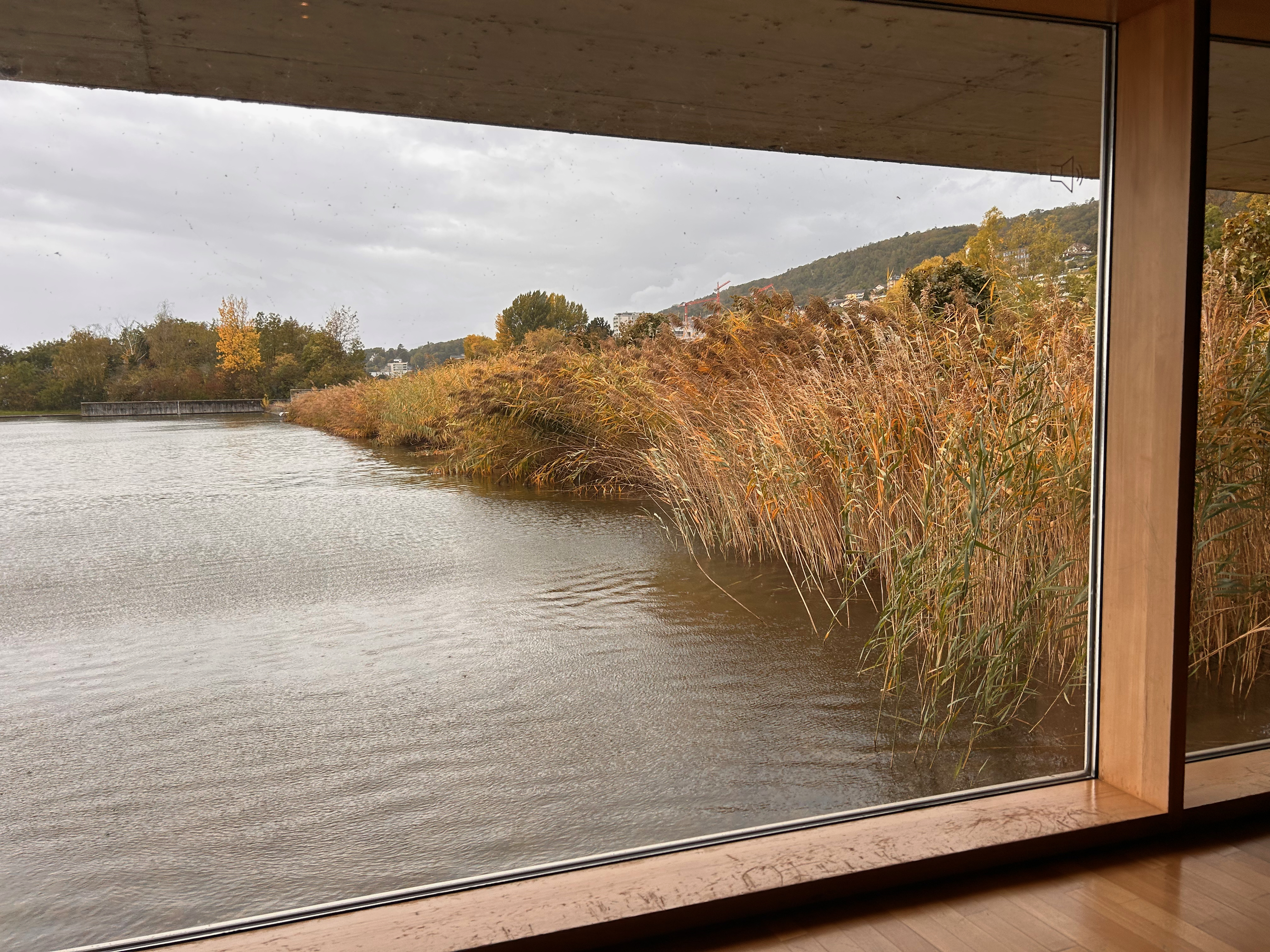
Blick durch ein Fenster

## Auszeichnung
- 2003: Museumspreis des Europarates